# Агуаш-Боаш
Агуаш-Боаш (порт. Águas Boas)  —  район (фрегезия) в Португалии,  входит в округ Визеу. Является составной частью муниципалитета  Сатан. Находится в составе крупной городской агломерации Большое Визеу. По старому административному делению входил в провинцию Бейра-Алта. Входит в экономико-статистический  субрегион Дан-Лафойнш, который входит в Центральный регион. Население составляет 225 человек на 2001 год. Занимает площадь 7,95 км².
Покровителем района считается Святой Дух (порт. Espírito Santo).